# Sailor’s Walk

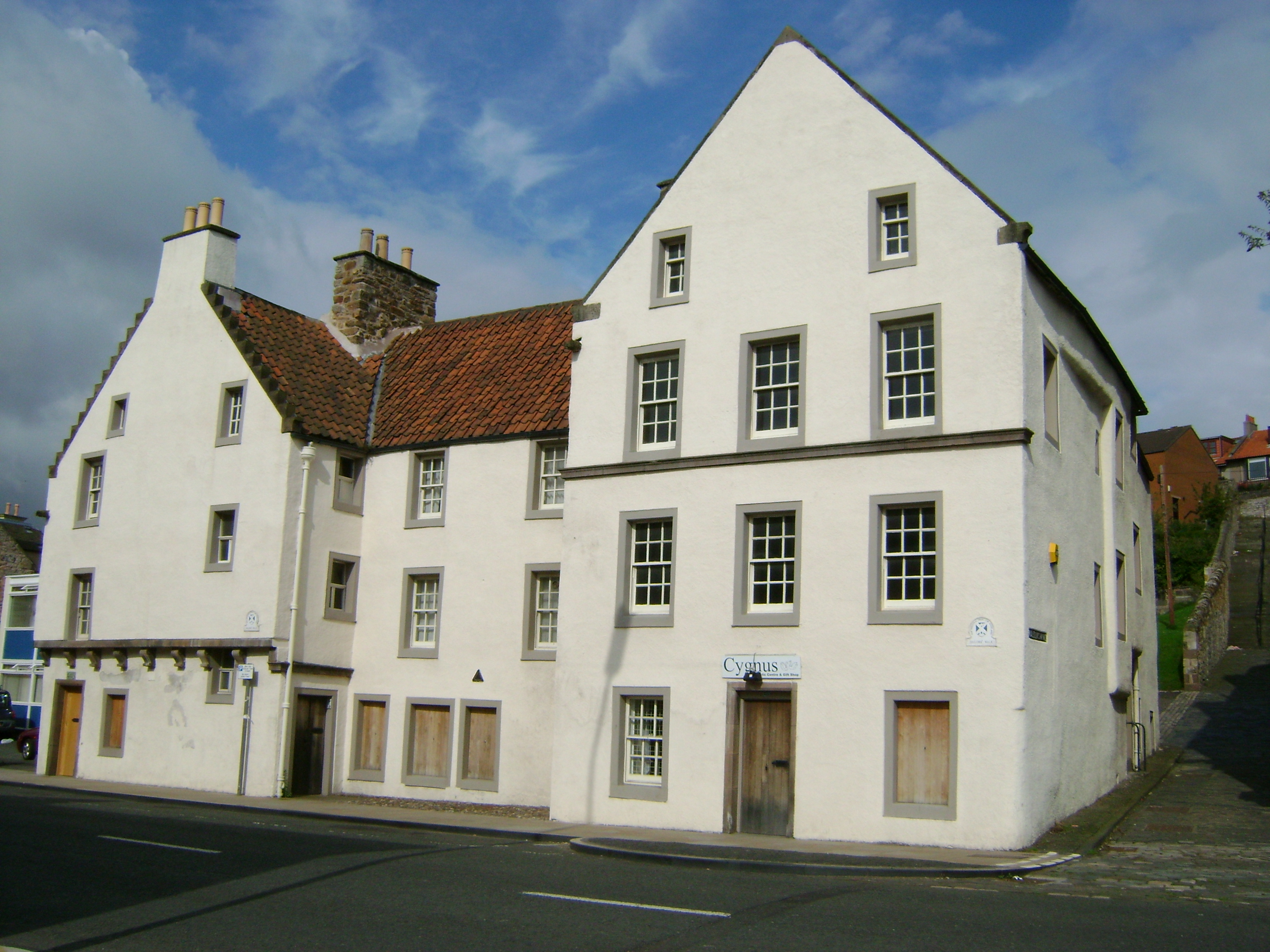
Sailor’s Walk

Sailor’s Walk ist ein Wohn- und Geschäftsgebäude in der schottischen Kleinstadt Kirkcaldy in der Council Area Fife. 1971 wurde das Bauwerk als Einzeldenkmal in die schottischen Denkmallisten in der höchsten Denkmalkategorie A aufgenommen.

## Geschichte
Möglicherweise handelte es sich ursprünglich um zwei separate Wohnhäuser wohlhabender Kaufleute oder Reeder. Eines dieser Häuser wurde möglicherweise bereits um 1460 erbaut, womit es sich um das älteste erhaltene Gebäude Kirkcaldys handeln würde. In einer Bauphase in der zweiten Hälfte des 17. Jahrhunderts wurde entweder der gesamte Komplex erbaut oder ein zweites Haus errichtet. Vermutlich fand dies in den 1670er Jahren statt. Im Jahre 1826 kamen beide Häuser in den Besitz einer einzelnen Person. In den späten 1940er Jahren existierten Pläne zum Abbruch von Sailor’s Walk. Der National Trust for Scotland übernahm das Gebäude und restaurierte es in den 1950er Jahren. Durch Vandalismus entstand 1994 ein Brand, bei dem ein mäßiger Schaden entstand. Im Jahre 2011 wurde Sailor’s Walk in das Register gefährdeter denkmalgeschützter Bauwerke in Schottland aufgenommen. Sein Zustand wurde 2014 jedoch als verhältnismäßig gut bei geringer Gefährdung eingestuft.

## Beschreibung
Das dreistöckige Wohngebäude mit Mansardgeschoss steht an der Einmündung des Malcolm’s Wynd in die High Street (A921) gegenüber dem Hafen Kirkcaldys. Seine Fassaden sind mit Harl verputzt. An der südexponierten Hauptfassade treten zwei Giebelfronten hervor, die über einen quer verlaufenden, zurückversetzten Gebäudeteil miteinander verbunden sind. Der linke Giebel ist als schlichter Staffelgiebel gestaltet. Auch verläuft links ein schlichtes Gesimse auf Konsolen oberhalb des Erdgeschosses. Entlang der Fassaden sind unregelmäßig vier-, neun- und zwölfteilige Sprossenfenster unterschiedlicher Größe eingelassen. Die abschließenden Satteldächer sind mit roten Dachpfannen eingedeckt.